# Cooper Andrews
Andrew Lawrence Cooper (Smithtown, 10 de março de 1985), conhecido profissionalmente como Cooper Andrews, é um ator norte-americano. Ele é mais conhecido por seu papel como Jerry em The Walking Dead.

## Biografia
Andrews nasceu em Smithtown, Nova Iorque, em Long Island. Seu pai é samoano e sua mãe é descendente de judeus húngaros. Ele cresceu com sua mãe e foi criado como judeu. Andrews morou em Atlanta por muitos anos e se formou na Dunwoody High School.

## Carreira
Andrews interpretou o personagem recorrente Yo-Yo Engberk nas três primeiras temporadas de Halt and Catch Fire da AMC. Ele foi escalado como Jerry em The Walking Dead e Víctor Vásquez em Shazam!. Andrews também trabalhou por trás das câmeras como operador de som, coordenador de dublês e diretor assistente.

## Filmografia

### Filmes
| Ano  | Título                          | Papel                     | Notas                        |
| ---- | ------------------------------- | ------------------------- | ---------------------------- |
| 2006 | Death of Seasons                | Cara                      |                              |
| 2008 | Golgotha                        | Guarda do Mal             |                              |
| 2008 | Faceless                        | Escolta de Passarela      | Curta-metragem               |
| 2009 | Mandie and the Secret Tunnel    | Irmão Cooper              |                              |
| 2014 | Ruins and Reckoning             | Kavick                    | Curta-metragem               |
| 2015 | Assassinmas XVII                | Buckets                   | Curta-metragem               |
| 2016 | Billy Lynn's Long Halftime Walk | Grato / Ansioso Americano |                              |
| 2018 | Den of Thieves                  | Mack                      |                              |
| 2019 | Shazam!                         | Víctor Vásquez            |                              |
| 2019 | Going Up                        | Roger Branch              | Curta-metragem, pós-produção |
| 2019 | Darlin'                         | Enfermeiro Tony           |                              |
| 2023 | Shazam! Fury of the Gods        | Víctor Vásquez            | Filmando                     |

### Televisão
| Ano       | Título                            | Papel         | Notas                |
| --------- | --------------------------------- | ------------- | -------------------- |
| 2014–2016 | Halt and Catch Fire               | Yo-Yo Engberk | 17 episódios         |
| 2015      | The Red Road                      | Rowtag        | 2 episódios          |
| 2015      | Your Pretty Face Is Going to Hell | Modok         | 1 episódio           |
| 2015      | Limitless                         | Kenny Sumida  | 1 episódio           |
| 2016      | Hawaii Five-0                     | Vance Pekelo  | 1 episódio           |
| 2016–2022 | The Walking Dead                  | Jerry         |                      |
| 2017      | Thin Ice                          | Pequeno Paul  | Filme para televisão |
| 2017      | S.W.A.T.                          | Reggie Lee    | episódio: "Radical"  |

### Jogos Eletrônicos
| Ano  | Título    | Papel       | Notas |
| ---- | --------- | ----------- | ----- |
| 2020 | Madden 21 | Fetu Valtal |       |